# Floriane André
Floriane André (Saint-Chamond, 30 mei 2000) is een Frans handbalster die uitkomt voor Brest Bretagne Handball.

## Biografie

### Clubcarrière
André begon met handballen op profniveau bij Nantes Atlantique Handball. In het seizoen 2020/2021 won ze met deze club de EHF European League. Voorafgaande aan het seizoen 2024/25 maakte André de overstap naar Brest Bretagne Handball.

### Interlandcarrière
Op 22 april 2023 maakte André haar debuut voor het Franse handbalteam in een wedstrijd tegen Oekraïne. In november 2022 werd ze geselecteerd voor de Franse selectie van het EK 2022 in Slovenië, Montenegro en Noord-Macedonië. Ze wist met haar land de vierde plaats te eindigen nadat de troostfinale tegen gastland Montenegro werd verloren. Nadat ze niet geselecteerd werd voor het WK 2023, maakte André op het EK 2024 weer onderdeel uit van de Franse selectie.

## Onderscheidingen
- Vierde plaats - EK 2022